# Visconde de Roriz
Visconde de Roriz é um título nobiliárquico criado por D. Maria II de Portugal, por Decreto de 17 de Fevereiro de 1853, em favor de António Marinho Falcão de Castro e Morais.
Titulares
1. António Marinho Falcão de Castro e Morais, 1.° Visconde de Roriz,  casado com D. Maria do Carmo de Araújo Martins Morais Sarmento. Filho do conselheiro Manuel Marinho Falcão de Castro e de D. Angélica Maria Teixeira de Carvalho e Sousa Marinho. Deste casamento tiveram quatro filhos, Manuel, António, Angélica Júlia e Ermelinda Rosa